# 张禹 (东汉)
张禹（？—113年）。字伯达，赵国襄国（今河北邢台）人，东汉大臣。

## 家世背景
張禹祖父張況的族姐嫁給了劉秀的祖父、鉅鹿都尉劉回，因此算是皇室的姻親，張況曾任涿郡太守，後守常山關，后来赤眉軍攻陷城池時被殺。張禹的父親張歆，曾任淮陽相，死于汲令。

## 初任官職
張禹性格篤實節儉，在父親過世時，汲令人民資助办理喪事的財物达到數百萬，他都沒有接受，又將父親留下的田宅給了伯父。
永平八年（65年）被推舉為孝廉。建初年間，升至扬州刺史，有一次他要過江視察，當時人們認為江中有伍子胥的冤魂，難於涉渡，因此張禹要渡河時，一旁官吏勸他不要通過，他厲聲斥責道：「伍子胥如果在天有靈，知道我現在渡江是要去澄清冤訟之事，怎麼會為難我呢？」遂鼓楫渡江，親自視察各郡縣，到達很多偏僻的地方，並親自審問囚犯，推舉賢人，人民皆懷喜悅而順從其治理。

## 任職地方
元和二年，轉任兗州刺史，也以清平著稱，元和三年，任下邳相，在徐州北邊的蒲陽坡，有許多良田，卻荒廢而無人耕種，張禹通引灌溉，成數百頃良田，親自勉勞人民從事農耕，大豐收，鄰近郡縣有千餘貧戶遷入，於是房屋相連，人口眾多，又墾荒地千餘頃，人民均溫飽。
功曹戴閏，為前任太尉的副官，仗勢欺人，張禹將其正法，自長史以下均為之震動。

## 任職中央
永元六年，入朝任大司農，胜任太尉，漢和帝很禮遇他。十五年，汉和帝南巡祠苑，任命張禹留守宮廷，準備繼續南下到江陵，張禹認為不宜遠行，遂勸諫，皇帝於是打消南下念頭，并賞賜了張禹。延平元年（106年），升迁至太傅，录尚书事。曾諫鄧太后將宮廷廣成、上林的空地賞賜給貧民耕種。漢安帝时期，其幾次因病請辭，皇帝親詔太監询问病情，并詔賜牛一頭、酒十斛及一些財物。
永初元年，和太尉徐防，司空尹勤等一起受封，張禹受封為安鄉侯，當年秋天，徐防、尹勤因盜賊及災害而被免職，張禹不安心，又上書請辭，皇帝再拜他為太尉，後辭官回乡，永初七年（113年）死于家中。

## 延伸阅读
[在维基数据编辑]
 《漢書·卷081》，出自班固《漢書》
 《後漢書/卷44》，出自范晔《後漢書》
 《東觀漢記》

- 《東觀記》
- 《後漢書》